# Здания Невского проспекта
Здания Не́вского проспе́кта — главной улицы Санкт-Петербурга, протянувшаяся на 4,5 км от Адмиралтейства до Александро-Невской лавры. Пересекает реки Мойку (Зелёный мост), канал Грибоедова (Казанский мост), Фонтанку (Аничков мост). Наибольшая ширина составляет 60 м (у Гостиного двора), наименьшая — 25 м (у Мойки).
На Невский проспект выходят фасады 240 зданий. Правая сторона (нечётная) неофициально называется «теневой», чётная — «солнечной» (популярное место для прогулок). Участок от площади Восстания до Александро-Невской лавры также неофициально называют Старо-Невским (отчасти из-за того, что в 1730-е годы предпринималась попытка спрямить магистраль по нынешним Гончарной и Тележной улицам).

### ОтДворцовой площадидоЗелёного мостачерезреку Мойку
| Номер дома | Изображение | Описание |
| ---------- | ----------- | --- |
| № 1/4      |             | Дом Г. Г. Гейденрейха — 1770-е годы. Дом генерала А. И. Глуховского — до 1910 года. Перестроен в 1910—1911 годах архитектором В. П. Цейдлером для нового собственника — Санкт-Петербургского частного коммерческого банка. |
| № 3        |             | Дом И. З. Шпаковского (А. Ф. Шишмарева). Перестроен в 1840—1841, арх. А. М. Горностаев и А. П. Брюллов. |
| № 5        |             | Дом Л. Вебера (Общества страхования от огня). Здание на участке, принадлежавшем купцу Леонтию Веберу было построено в 1802 году. В первой половине XIX века дом перешёл к архитектору Г. Э. Боссе и в 1833—1834 годах был им перестроен. Перестройку 1884—1885 года осуществлял А. Р. Гешвенд. В 1857 году в дворовом флигеле этого дома появилось дагерротипическое ателье. В 1858 году в доме разместилось Санкт-Петербургское Общества страхования от огня, в 1884 году — цветочный магазин Герстнера. |
| № 7-9/1    |             | Доходный дом М. И. Вавельберга (1910—1912, арх. М. М. Перетяткович) |
| № 11/2     |             | Дом Т. Сиверса. С 1887 года — дом А. И. Трейберга. Перестроен в 1898 году по проекту Л. Н. Бенуа. |
| № 13/9     |             | Дом Чаплиных |
| № 15/14/59 |             | Дом П. И. Чичерина (Петра Степановича Елисеева) (дворовый флигель XVIII века демонтирован в 2007 году при перестройке под гостиницу «Елисеев Палас Отель» (2005—2010, проект архитектурного бюро И. Ерохова и М. Соснило). Кроме того, здание было надстроено мансардой, а внутреннее пространство бывших дворов полностью изменено и частично застроено. Уличные фасады и интерьеры были отреставрированы).                                                                                              |
| № 2        |             | Дом Вольного экономического общества (Главный штаб) |
| № 4        |             | Дом Е. Янсена и В. Фурлонга (А. И. Геркенса) |
| № 6        |             | Дом А. Г. Губкина (Таля; Н. А. Фольборта и Э. А. Цимсен) |
| № 8        |             | Дом И. И. Перкина (Сафоновых; Ф. К. Сан-Галли) |
| № 10       |             | Дом П. И. Перкина (Э. Э. Веймара) |
| № 12       |             | Дом С. В. Шишкина. Коммерческий банк «И. В. Юнкер и К°» * — 1910—1911 год, архитектор В. И. Ван-дер-Гюхт |
| № 14       |             | Школа № 210 (памятная табличка «Граждане! При артобстреле эта сторона улицы наиболее опасна») |
| № 16/7     |             | Дом Л. Я. Овцына (С. М. Тедески, наследников графов Зубовых) Перестройка 1880—1881 годов — Л. Ф. Шперер; 1905 — перестройка первого этажа (архитектор Г. И. Люцедарский) |
| № 18/12/57 |             | Дом И. Г. Неймана (К. Б. Котомина, Дмитрия Алексеевича Пастухова) |

### ОтЗелёного мостачерезреку МойкудоАничкова мостачерезреку Фонтанку
| Номер дома                              | Изображение                                          | Описание |
| --------------------------------------- | ---------------------------------------------------- | --- |
| № 17/46                                 |                                                      | Дворец Строгановых |
| № 19                                    |                                                      | Дом Строгановых |
| № 21.                                   |                                                      | Дом фирмы меховых изделий Ф. Л. Мертенса (1911—1912, арх. М. С. Лялевич); позже (с 1944) — Дом моделей одежды. |
| № 23                                    |                                                      | Дом Строгановых |
| № 25/1                                  |                                                      | Дом Казанского собора («Атриум на Невском, 25») |
|                                         |                                                      | Казанский собор |
| № 27/18                                 |                                                      | Дом Милютиных (Глазуновых, Лесниковых) |
| № 29                                    |                                                      | Дом Е. П. Парамонова |
| № 31                                    |                                                      | Серебряные ряды (арх. Дж. Кваренги, 1784—1787; реконструированы в 1982). |
| № 33/1                                  |                                                      | Башня бывшего здания городской думы (1799—1804, арх. Дж. Феррари). В XIX веке использовалась для оптического телеграфа и в качестве пожарной каланчи. Башня сохранилась, а здание думы было перестроено в 1847—1852 годах (арх. Н. Е. Ефимов и Л. Л. Бонштедт), в 1913-м надстроено двумя этажами, верхний из которых разобран в 1986-м. Памятник архитектуры Федерального значения |
| № 35                                    |                                                      | Портик несохранившихся Перинных рядов («портик Руска», построен по проекту Л. Руска в 1805—1806, снесён при строительстве станции метро в 1962, восстановлен с незначительными изменениями по проекту арх. М. И. Толстова в 1972 году). Новый торговый комплекс «Перинные ряды» построен за портиком в 2000—2002 годах. Перед портиком в 1860—1861 годах была построена часовня Христа Спасителя Гуслицкого Спасо-Преображенского монастыря по проекту А. М. Горностаева (снесена в 1929 году). |
| № 35/17                                 | Общий вид Гостиного двора · Фрагмент фасада          | Большой Гостиный двор, архитектор Жан Батист Валлен-Деламот (1761 — 1785 год); декор фасада со стороны Невского проспекта — арх. Н.Л.Бенуа (1886 — 1887). |
| № 37                                    |                                                      | Старое здание Публичной библиотеки |
| № 39                                    |                                                      | Аничков дворец |
| № 20/44/31                              |                                                      | Дом голландской реформатской церкви |
| № 22-24                                 |                                                      | Немецкая евангелическо-лютеранская церковь Святого Петра |
| № 26/16                                 |                                                      | Дом Г. И. Гансена |
| № 28/21                                 |                                                      | Дом компании «Зингер» (Дом книги) |
| № 30/16                                 |                                                      | Дом Энгельгардта В. В. (А. Н. Вильбоа, Ольхиной). В 1850-х годах здесь располагался книжный магазин Ф. В. Базунова, затем, 1850-х — А. Ф. Базунова. |
| № 32-34                                 |                                                      | Римско-католический храм Святой Екатерины |
| № 36/1                                  | Вид Гранд Отеля Европа со стороны Невского проспекта | Бывший дом А. С. Рогова, затем гостиница «Европейская», ныне «Гранд Отель Европа») |
| № 38/4                                  |                                                      | Дом Н. А. Строганова (Волжско-Камский коммерческий банк) |
| № 40                                    |                                                      | Дом, в конце XVIII века принадлежавший предводителю армянской общины И. Л. Лазареву, затем переданный общине, как и следующий дом № 42. Арх. Ю. М. Фельтен, 1771—1775. |
| № 40-42                                 |                                                      | Армянская апостольская церковь св. Екатерины, 1771—1776, арх. Ю. М. Фельтен |
| № 42                                    |                                                      | Арх. Е. Т. Соколов (?), 1794—1798; арх. А. И. Мельников, 1835—1837. В 1854—1872 годах в этом доме жил Ф. И. Тютчев. |
| № 44                                    |                                                      | Сибирский торговый банк 1908—1910 годы, архитектор Б. Гиршович (при участии М. Лялевича) |
| № 46                                    |                                                      | Московский купеческий банк |
| № 48                                    |                                                      | Пассаж |
| № 50/15                                 |                                                      | Дом А. П. Кусовой |
| № 52/14                                 |                                                      | Дом Н. А. Бороздиной (К. И. Шредера) |
| № 54/3                                  |                                                      | Дом И. И. Шувалова (Демидовых, A. M. Ушакова). Архитектор C. B. Чевакинский |
| № 56/8                                  |                                                      | Елисеевский магазин и Театр комедии имени Н. П. Акимова. Архитектор Г. В. Барановский (1902—1903 годы) |
| № 58                                    |                                                      | Санкт-Петербургский международный коммерческий банк, Русско-Китайский банк (1898—1902) архитекторы С. А. Бржозовский, С. И. Кербедз (1898—1917). С 1992 г. здание арендует Международный банковский институт (МБИ) . |
| № 60                                    |                                                      | Дом И. Ю. Денисова (И. И. Глазунова) |
| № 62                                    |                                                      | Санкт-Петербургско-Азовский коммерческий банк, впоследствии — Русско-Азиатский банк. 1896-1898 годы, архитектор Б. И. Гиршович |
| № 64/11                                 |                                                      | Дом Жадимировского (А. А. Меншикова). 1881—1882, архитектор В. А. Пруссаков (включён существовавший с 1780-х годов дом). В 1860-x годах здесь располагался книжный магазин С. В. Звонарёва. |
| № 66/28/29                              |                                                      | Дом П. Шарова (П. И. Лихачёва). 1877—1878, архитектор А. В. Иванов (включён существовавший дом). В 1860-x годах здесь располагался книжный магазин А. И. Давыдова, а также контора журнала «Современник». В советское время - Книжная лавка писателей. |
| Логотип конкурса «Вики любит памятники» | Объект культурного наследия: № 7810520000            | |

### ОтАничкова мостачерезреку Фонтанкудоплощади Восстания
| Номер дома        | Изображение | Описание |
| ----------------- | ----------- | --- |
| № 41/42           |             | Дворец Белосельских-Белозерских. Двухэтажный особняк с двумя фасадами по Невскому проспекту и Фонтанке. Перестроен в формах классицизма в 1799-1800 гг. из усадьбы XVIII в. Вновь перестроен в 1847-1848 гг. - арх. А. И. Штакеншнейдер. Фасады оформлены в стиле зрелого русского барокко середины XVIII в. — первый в Петербурге пример необарокко. Фигуры атлантов выполнены по моделям Д. И. Йенсена. |
| № 43/1            |             | Дом великого князя Сергея Александровича, 1825. |
| № 45/2            |             | Дом капитана И. И. Ростовцева; начало XIX в. В 1858 году здесь было открыто первое «Мариинское женское училище для приходящих девиц». В 1870-х годах архитектор А. Л. Гун надстроил здание на два этажа, его фасады получили эклектичный декор и в таком виде оно дошло до наших дней. |
| № 47/1            |             | В начале XIX в. — дом купца Н. С. Паскова-Шарапова, которому принадлежал также и соседний дом № 45. В 1860-х годах в доме размещалась популярная фруктовая лавка братьев Набилковых, где любили собираться журналисты и литераторы тех лет. В 1873—1874 гг., для коммерции советника К. П. Палкина по проекту А. К. Кейзера здание было расширено и надстроено до четырёх этажей, во дворе построен корпус ресторана «Палкин». В 1904—1906 г.г. по проекту А. С. Хренова здание было надстроено пятым этажом; инженером Б. И. Конецким были проведены работы по внутренней отделке помещений ресторана и магазина (в угловой части дома) Василия Ионовича Соловьёва, который стал в 1910 году хозяином ресторана. Со стороны Владимирского проспекта в доме работала типография Траншеля, печатавшая с 1872 года журнал «Гражданин», редактором которого был Ф. М. Достоевский. В советское время, с 1924 года, - кинотеатр «Титан». В 1985 году был проведён капитальный ремонт кинотеатра. Сейчас здесь снова открыт ресторан «Палкин». |
| № 49/2            |             | Первый дом был построен в конце XVIII века. В 1850-х гг. купцы Ротины открыли в здании гостиницу «Москва» и ресторан при ней. В 1880-1881 гг. для нового владельца купца А. М. Ушакова арх. П. Ю. Сюзор осуществил перепланировку здания. Скульптуры кариатид верхнего этажа выполнил Д. И. Йенсен. В 1960-1980-х годах на первом этаже здания располагалось кафе «Сайгон». |
| № 51              |             | Дом Кожевникова |
| № 53              |             | Дом купца А. Г. Чадаева. |
| № 55              |             | Дом начала XIX века. В 1835 году надстроен, а в 1892 году надстроен и перестроен А. В. Ивановым. В календаре 1913 года (Ranneforth’s Schach-Kalender. — Potsdam, 1913. — С. 129) указано: «Невский пр. 55. — Шахматное собрание. Председатель: П. П. Сабуров». Шахматное общество здесь, будучи студентом консерватории посещал С. С. Прокофьев. Снесён в 2005 году. |
| № 57              |             | Дом Ремесленного училища цесаревича Николая (гостиница «Невский Палас»). Постройка 1861-1862 гг., арх. А. И. Ланге. |
| № 59              |             | Дом Комиссии духовных училищ (Ю. А. Воейковой). Здание первой четверти XIX века, перестраивалось в 1822—1823 годы П. Д. Шретером, в 1850 году А. С. Кудиновым, в 1873—1874 — К. И. Реймерсом. Первый петроградский — ленинградский адрес драматурга Евгения Шварца. Снесён в 2005 году. |
| № 61              |             | Дом купца И. Л. Логинова. Построен архитектором А. Х. Пелем в 1849 г. |
| № 63              |             | Дом И. Ф. Александровского, позднее Дом Санкт-Петербургского Тульского поземельного банка. Построен в середине XVIII в., перестроен в 1875-1878 гг. арх. П. Ю. Сюзором. |
| № 65              |             | Дом Г. Г. Блокка. 1902-1904 гг., арх. Л. Л. Фуфаевский. |
| № 67              |             | Построен в 1842 году арх. Р. И. Кузьминым, в дальнейшем неоднократно перестраивался. С 1911 г. — дом H. В. Чайковского. В 1909 году здесь по проекту архитектора А. Г. Джорогова был оборудован первый в городе кинотеатр «Сатурн» (ныне «Художественный»). |
| № 69              |             | Дом Яковлевых. Построен в 1851 году по проекту архитектора В. В. Штрома. |
| № 71/1            |             | Дом П. И. Зайцева. 3 ноября 1967 года была открыта Станция метро «Маяковская», наземный вестибюль которой встроен в этот дом. |
| № 73/2, 75        |             | Дома Х. А. Типнера. |
| № 77/1            |             | (Угол с Пушкинской улицей, д. 1). Доходный дом и бани П. Д. и М. С. Мальцевых, построенный в 1848 году по проекту П. А. Чепыжникова. Здание было частично перестроено в 1874-1875 годах арх. П. Ю. Сюзором. |
| № 79/2            |             | (Угол с Пушкинской улицей, д. 2). Доходный дом П. Д. и М. С. Мальцевых, построенный в 1848 году по проекту П. А. Чепыжникова. Здание было частично перестроено в 1874-1875 годах архитектором П. Ю. Сюзором. |
| № 81              |             | Дом А. Тимофеева. Построен в 1851-1852 гг., архитектор А. П. Гемилиан. |
| № 83/41           |             | Дом Ш. А. Маркевич (Ф. И. Коровина, гостиница А. Ф. Коровина). Построен в первой половина XIX века, надстроен в 1881 (архитектор А. В. Иванов), позже перестроен. В мае 1891 и в январе 1894 года здесь жил В. И. Ленин. Принадлежит гостинице «Октябрьская», предполагается к сносу. |
| № 95              |             | Доходный дом Г. Г. Гесселя. Архитектор Л. М. Харламов, 1912 год. |
| № 68/40           |             | Дом И. Ф. Лопатина (Куйбышевский райсовет) |
| № 70              |             | Дом И. О. Сухозанета. Дом купеческого общества. Перестроен А. А. Барышниковым. |
| № 72              |             | Дом М. В. Воейковой |
| № 74              |             | Дом В. Г. Алексеева, в дальнейшем дом А. Л. Кекина. |
| № 76/63           |             | Дом А. Л. Кекина. Архитектор Е. Е. Аникин, 1860 год. |
| № 78/64           |             | Дом A. M. Туникова |
| № 80              |             | Дом Л. В. Липгарта (Н. И. Дернова). Построен в 1800-е. В 1913-1914 гг. арх. М. С. Лялевич надстроил пятый и шестой и мансардный этажи, изменил фасад и построил дворовый флигель - кинотеатр «Паризиана». |
| № 82              |             | Дом Е. А. Брюна |
| № 84              |             | Дом Фёдора Николаевича Петрово-Соловово - Дом Д. Е. Бенардаки - Дом З. Н. Юсуповой - Дом актёра. |
| № 86              |             | Дом Ф. Н. Петрово-Соловово |
| № 88              |             | Дом О. П. Кушелевой |
| №.90-92           |             | Дома Меняевых |
| № 94/2            |             | Дом К. Я. Крюгер |
| № 96/1            |             | Дом Яковлевых. Перестроен в 1839 году арх. А. Х. Пелем, вновь перестроен в 1871-1872 гг. арх. М. А. Макаровым. |
| № 98              |             | Дом Н. И. Лопатина. Построен в начале XIX в. Перестроен в 1868 году арх. М. А. Макаровым. |
| № 100             |             | Дом М. И. Лопатина |
| № 102             |             | Дом Змеевых |
| № 104             |             | Дом А. И. Груздева |
| № 106             |             | Дом А. Е. Шлякова |
| № 108             |             | Дом П. О. Иванова |
| № 110             |             | Дом Змеевых |
| № 112             |             | Дом Яковлевых. Перестроен в 1866 году арх. М. А. Макаровым. |
| № 114             |             | Дом Семьянова. Памятник архитектуры (уничтожен в 2007 году). |
| № 116/2           |             | (Угол с ул. Восстания, 2) Построен в 1900—1902 годах архитектором П. И. Гилевым. В нём размещалась гостиница «Эрмитаж». Надстроен в 1833 году по проекту архитектора В. Е. Моргана. Являлся важным элементом перспектив Невского проспекта, ул. Восстания и ансамбля площади Восстания. Кроме того, дом неразрывно связан с важнейшими историческими событиями города: в нём находилась булочная, проработавшая всю блокаду. Булочная прекратила своё существование в пост-советский период, дом был уничтожен в 2006 году. |
| Площадь Восстания |             | Обелиск «Городу-герою Ленинграду» — установлен 8 мая 1985 года. Архитекторы В. С. Лукьянов и А. И. Алымов. Бронзовые барельефы выполнены скульпторами А. С. Чаркиным, Б. А. Петровым, В. Д. Свешниковым и А. А. Виноградовым. |

### От площади Восстания до Александро-Невской лавры
| Номер дома | Изображение | Описание                                                                                   |
| ---------- | ----------- | ------------------------------------------------------------------------------------------ |
| № 154      |             | доходный дом. 1898, архитектор А. В. Иванов.                                               |
| № 162      |             | доходный дом. Перестройка 1898—1899 года (архитектор П. М. Мульханов).                     |
| № 178      |             | здание Духовной консистории. Построено в 1845 году по проекту К. И. Брандта. (Перестроено) |

## Мемориальные доски
- Мемориальная доска на доме № 22: «В этом доме в 1830-х годах находились библиотека и книжная лавка известного книгоиздателя Александра Филлиповича Смирдина. Здесь встречались А. С. Пушкин, И. А. Крылов, В. А. Жуковский, Н. В. Гоголь и другие русские писатели и поэты». Архитектор Милорадович Т. Н. 1997 г.
- Памятные знаки на доме № 33 помечающие уровень поднятия воды во время наводнений 7 ноября 1824 г. и 23 сентября 1924 г.
- Мемориальная доска на доме № 37: «В. И. Ленин был постоянным читателем Публичной библиотеки в 1893—1895 г.». Архитектор Иогансон К. Л., Скульптор Богаткин С. П. 1956 г.
- Мемориальная доска на доме № 40 с барельефом и надписями на русском и армянском языках: «В этом доме жил выдающийся государственный деятель, просветитель, меценат граф Иван Лазарев (Ованес Лазаревич Лазарян)».
- Мемориальная доска на доме № 42: «В этом доме жил и работал выдающийся русский поэт Фёдор Иванович Тютчев». Архитектор Кривов А. С. 1983 г.
- Мемориальная доска на доме № 42: «В этом доме с 1823 по 1832 год жил выдающийся государственный деятель Михаил Михайлович Сперанский». Архитектор Милорадович Т. Н. 1998 г.
- Памятный знак Блокадный репродуктор на углу дома № 54/3 и Малой Садовой улицы.
- Мемориальная доска на гранитном постаменте Аничкова моста со следами артиллерийского снаряда и надписью «Это следы одного из 148 478 снарядов, выпущенных фашистами по Ленинграду 1941-44 гг.».
- Мемориальная доска на доме № 78: «В этом доме в 70-х годах XIX века жил Александр Фёдорович Можайский, создатель первого в мире самолёта». Архитектор Райлян И. В. 1951 г.

## Фонтаны
- Фонтан в Казанском сквере.
- Фонтан «Гранатовое дерево» во дворе дома № 42 Армянской церкви Святой Екатерины.
- Фонтан — каскад «Вращающийся шар» на пересечении с Малой Садовой улицей.
- Фонтан в сквере Соловьёва-Седого у дома 148А